# CLPython
CLPython は、 Common Lisp による Python の実装である。